# Chalciope imminua
Chalciope imminua är en fjärilsart som beskrevs av Pieter Cornelius Tobias Snellen 1902. Chalciope imminua ingår i släktet Chalciope och familjen nattflyn. Inga underarter finns listade i Catalogue of Life.